# Mahamadou Ibrahim Bagadoma
Mahamadou Ibrahim Bagadoma (* 3. Juni 1961 in Zinder) ist ein nigrischer General.

## Leben
Mahamadou Ibrahim Bagadoma ging auf die Grund- und Mittelschule in seiner Geburtsstadt Zinder, gefolgt von einem Studium an der Universität Niamey. Er wurde 1983 Mitglied der Gendarmerie, die als Teil der Streitkräfte Nigers organisiert ist. Er besuchte von 1986 bis 1988 die Offiziersschule in Bouaké. Außerdem absolvierte er militärische Ausbildungen in den Vereinigten Staaten, in Tunesien und an der École de guerre in Paris.
Bagadoma nahm als Gendarm an mehreren UN-Missionen teil, erstmals 1995 an der UNAMIR in Ruanda. Er wurde 2002 zunächst Kommandant der dritten Legion der Gendarmerie in Zinder, dann stellvertretender Oberkommandant der gesamten Gendarmerie. Im Dienstgrad eines Oberstleutnant stehend, übernahm er von 2010 bis 2011 das zivile Amt des Gouverneurs der Region Tillabéri. Anschließend wurde er als Regierungskommissar beim nigrischen Militärtribunal eingesetzt. Bagadoma beteiligte sich von 2014 bis 2017 als Polizeioffizier an der UN-Mission MINUSMA in Mali und von 2017 bis 2019 als Stellvertreter des Polizeipräsidenten an den UN-Missionen MINUSTAH und MINUJUSTH in Haiti. Zurück in Niger, arbeitete er ab 2020 als Mitglied der Expertengruppe für strategische Streitkräfteplanung und ab 2022 als stellvertretender Generalsekretär im Verteidigungsministerium.
Wenige Tage nachdem er zum Brigadegeneral erhoben worden war, erfolgte am 31. März 2023 seine Ernennung zum Oberkommandanten der Gendarmerie. In dieser Funktion folgte er Chékou Koré Lawel nach. Nach dem Militärputsch am 26. Juli 2023 wurde Bagadoma am 1. August 2023 zum Gouverneur der Region Diffa ernannt. Am 3. August 2023 wurde er durch seine Funktion als Gouverneur von Amts wegen auch Mitglied der Militärjunta Nationaler Rat für den Schutz des Vaterlandes. Zu seinem Nachfolger als Oberkommandant der Gendarmerie wurde am 3. August 2023 Karimou Hima Abdoulaye bestimmt.
Mahamadou Ibrahim Bagadoma ist verheiratet und hat sechs Kinder.

## Ehrungen
- Großkreuz des Nationalordens Nigers[1]
- Großkreuz des Verdienstordens Nigers[6]
- vier UN-Medaillen[1]